# LGBT Føroyar
LGBT Føroyar (LGBT Færøerne) er en bevægelse som varetager interesser der angår homoseksuelle, biseksuelle og transkønnede personer på Færøerne. Bevægelsen blev etableret i Thorshavn den på generalforsamling den 1. juni 2011. Bogstaverne LGBT står for Lesbians, Gays, Bisexual, and Transgender – på dansk lesbiske, bøsser, biseksuelle og transpersoner. Forkortelsen LGBT bruges også i andre lande. 

## Historie
Før LGBT Føroyar blev etableret, var en anden interesseorganisation, som havde samme formål, denne blev etableret i 2003 og fik først navnet Ælabogin, som er det færøske ord for Regnbuen, men et messingband for psykisk handikappede personer fandtes allerede med navnet Ælabogin, og folkene bag bandet protesterede imod at den nye bevægelse brugte deres navn. De som stod bag etableringen af organisationen for folk med anden seksuel orientering end heteroseksuel, ændrede derfor navnet til Friðagbogin, som kan oversættes til Fredsbuen. I 2011 var den nye interesseorganisation LGBT Føroyar etableret.

## Bestyrelsen
Ved generalforsamlingen i marts 2014 blev disse personer valgt i bestyrelsen:
Medlemmer:
- Eiler Fagraklett
- Høgni Miné
- Katrin W. Bærentsen
- Line Fuglsbjerg
- Símun Nolsøe

Vicemedlemmer: 
- Barbara Christophersen
- Marita Thomsen
- Jóan M. S. Høgnesen
- Rógvi Kruse
- Oda Ellingsgaard.